# Ghiacciaio Debenham
Il ghiacciaio Debenham è un ghiacciaio lungo circa 20 km situato nella regione centro-occidentale della Dipendenza di Ross, in Antartide. Il ghiacciaio, il cui punto più alto si trova a circa 600 m s.l.m., si forma tra l'estremità nord-orientale della dorsale St. Johns, a sud, e la dorsale Gonville and Caius, a nord, dalla congiunzione dei ghiacciai Miller e Willis, per poi fluire verso nord-est fino a unire il proprio flusso, a cui nel frattempo si sono uniti quello del Crisp e del Griffiths, a quello del ghiacciaio pedemontano Wilson.

## Storia
Scoperto durante la spedizione Discovery del 1901-04 ed esplorato anche durante la spedizione Nimrod del 1907-09, il ghiacciaio Debenham venne intitolato soltanto durante la spedizione Terra Nova del 1910-13 a Frank Debenham, geologo della missione e futuro direttore dello Scott Polar Research Institute di Cambridge dal 1925 al 1948.